# Mooihoekita
La mooihoekita és un mineral de la classe dels minerals sulfurs, i dins d'aquesta pertany a l'anomenat “grup de la talnakhita”. Va ser descoberta l'any 1972 a la hisenda Mooihoek del districte de Lydenburg, a la província de Mpumalanga (Sud-àfrica), sent nomenada així pel nom d'aquesta localitat.
Un sinònim és la seva clau: IMA1971-019.

## Característiques químiques
És un sulfur doble de coure i ferro, anhidre, similar químicament a la talnakhita (Cu9Fe₈S16) al grup de la qual pertany.
A més dels elements de la seva fórmula, sol portar com a impuresa níquel.

## Formació i jaciments
Apareix en jaciments de minerals sulfurs de forma massiva, a partir de roca pegmatita-dunita existent a la zona de Sud-àfrica on es va descobrir, en l'anomenat geològicament complex igni de Bushveld. Als Estats Units s'ha trobat en roca troctolita en complex de gabres.
Sol trobar-se associat a altres minerals com: haycockita, magnetita, troilita, pentlandita cúprica, mackinawita, esfalerita, moncheita, coure natiu o cubanita.

## Usos
Pot extreure's com a mena del ferro i coure.